# Western Stima FC
Western Stima FC ist ein kenianischer Fußballverein aus Kakamega, der seit 2008 in der Kenyan Premier League (KPL) spielt. Seine Heimspiele trägt der Verein im 5.000 Zuschauer fassenden Bukhungu Stadium aus.
Western Stima wurde 1997 in Kakamega gegründet und spielten in einem Bewerb der Kenya Football Federation in der Western, den sie gewannen. Im ersten Ligajahr wurden sie hinten dem Lokalrivalen Pan Paper FC in der Western Province Super League Zweiter. In der Saison 2000 wurde Western Stima Meister in der Nationwide League Western Zone. Die Relegationsspiele zum Aufstieg in die KPL wurden verloren und nach einem vierzehnten Platz in der folgenden Saison wurde der Verein aufgelöst.
2006 wurde der Verein neu gegründet und gewann im selben Jahr die Provinzliga. in der Saison 2006/07 spielte Western Stima in der Nationwide League Zone A, wurde erneut Meister und stieg in die Kenyan Premier League auf. Die bisher beste Position in der KPL war der achte Platz in der Saison 2010.